# Estación de Rupperswil
La estación de Rupperswil es una estación ferroviaria de la comuna suiza de Rupperswil, en el Cantón de Argovia.

## Historia y situación
La estación de Rupperswil fue inaugurada en el año 1858 con la puesta en servicio del tramo Brugg - Aarau de la línea Baden - Aarau por parte del Schweizerische Nordostbahn (NOB). En 1874 se inauguró el tramo Rupperswil - Wohlen del Aargauische Südbahn Ruppeswil - Immensee por parte del NOB en colaboración con el Schweizerische Centralbahn (SCB).En 1902 ambas compañías pasarían a ser absorbidas por SBB-CFF-FFS.
Se encuentra ubicada en la zona norte del núcleo urbano de Rupperswil. Cuenta con dos andenes laterales a los que acceden dos vías pasantes, a las que hay que sumar otras dos vías pasantes y un par de vías toperas en el oeste de la estación. Al este de la estación se encuentra la bifurcación de las líneas hacia Baden y Immensee.
En términos ferroviarios, la estación se sitúa en la línea Baden - Aarau y en la línea Rupperswil - Immensee. Sus dependencias ferroviarias colaterales son la estación de Wildegg hacia Baden, la estación de Lenzburg en dirección a Immensee y la estación de Aarau, extremo de la línea.

## Servicios ferroviarios
Los servicios ferroviarios de esta estación están prestados por SBB-CFF-FFS:

### S-Bahn Argovia
En la estación efectúan parada trenes de tres líneas de la red S-Bahn Argovia:
- S 23 Langenthal – Olten – Aarau – Lenzburg – Brugg – Baden
- S 26 Aarau/Lenzburg – Wohlen – Muri – Rotkreuz
- S 29 (Langenthal – Olten –) Aarau – Wildegg – Brugg – Turgi.

### S-Bahn Zúrich
A la estación también llega una línea de la red S-Bahn Zúrich:
- S N1 Winterthur – Zúrich HB – Baden – Lenzburg – Aarau